# Argyreia velutina
Argyreia velutina är en vindeväxtart som beskrevs av Cheng Yih Wu. Argyreia velutina ingår i släktet Argyreia och familjen vindeväxter. Inga underarter finns listade i Catalogue of Life.